# Michael Kühnen
Michael Kühnen (21 tháng 6 năm 1955 – 25 tháng 4 năm 1991) là một nhà lãnh đạo trong phong trào Chủ nghĩa Quốc xã mới. Ông là một trong những người Đức đầu tiên sau Thế chiến II công khai nắm lấy Chủ nghĩa quốc xã và kêu gọi thành lập Đệ Tứ Đế chế Đức. Ông đã ban hành một chính sách thành lập một số nhóm được đặt tên khác nhau trong một nỗ lực nhằm gây nhầm lẫn cho chính quyền Đức, những người đang cố gắng đóng cửa các nhóm phát xít mới. Đồng tính luyến ái của Kühnen được công khai vào năm 1986, và ông qua đời vì các biến chứng liên quan đến HIV vào năm 1991.

## Tuổi thơ
Kühnen được nuôi dưỡng như một người Công giáo kiên định, và ban đầu đến với chính trị ở tuổi thiếu niên khi còn là Maoist. Khi ông nhận một công việc tại xưởng đóng tàu của Hamburg, Kühnen chuyển sang cánh tả, gia nhập một nhóm thanh niên của Đảng Dân chủ Quốc gia Đức (NPD). Ông không ở lại NPD lâu, sớm tố cáo các đảng viên là "một đám đông tư sản" và rời khỏi đảng để tham gia phong trào phát xít mới.